# Alchemilla mollis
Alchemilla mollis (Buser) Rothm. 1934 es una especie de planta fanerógama de la familia de las rosáceas.

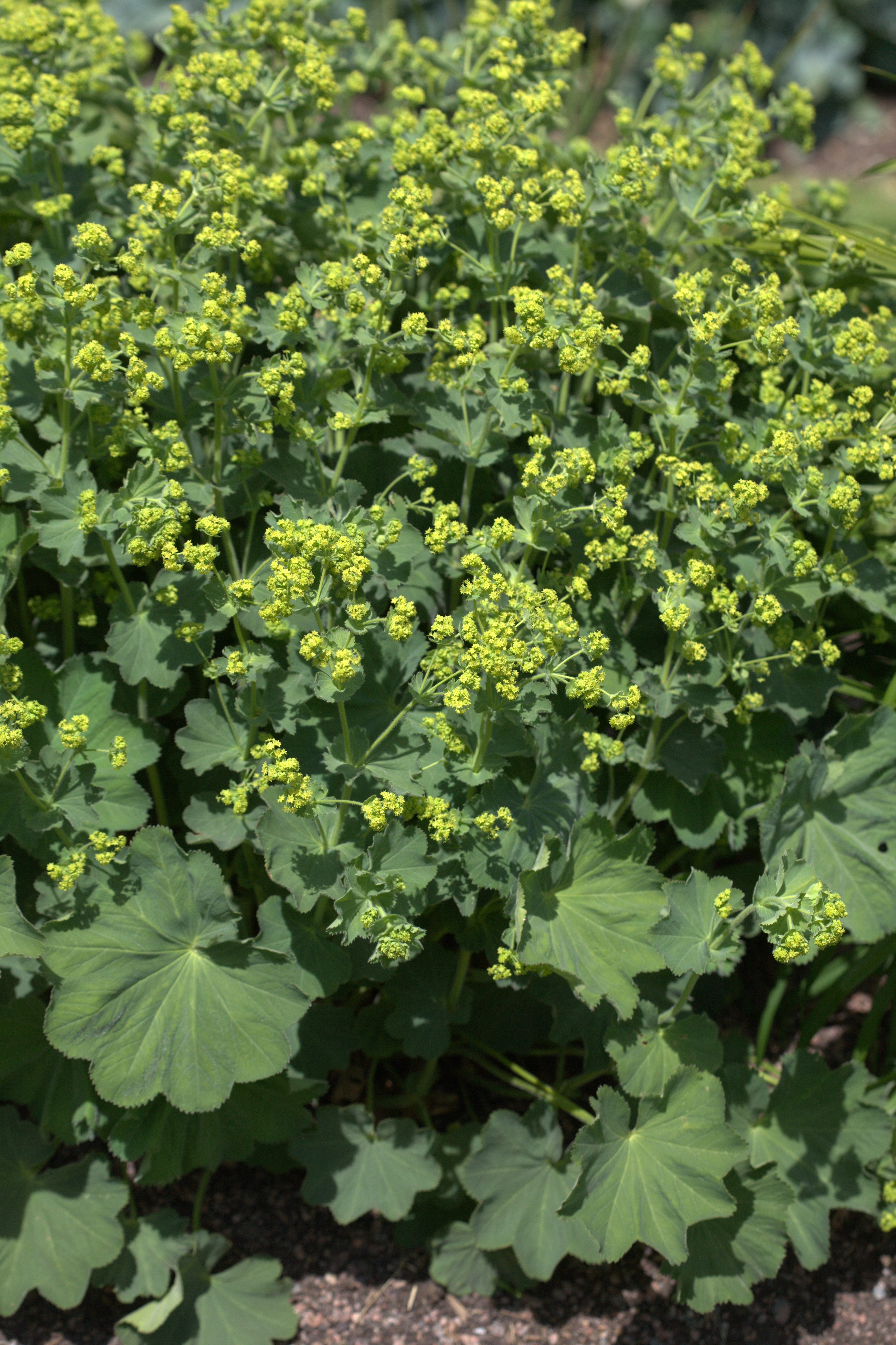
Vista de la planta

## Distribución geográfica
Es nativa de Europa meridional y que se ha difundido por el mundo como planta ornamental.

## Descripción
Es una planta herbácea perenne. Las hojas son arriñonadas y las flores de color amarillo verdoso se agrupan en corimbos por encima del denso follaje.
La planta se cultiva a menudo como una cobertura del suelo, y es especialmente valorada por las hojas en clima húmedo, por las bolas  brillando en las hojas.  Esto es debido a la notable 
propiedad de las hojas, mediante la cual la fuerza de contacto entre el agua y la hoja esta desfavorecida por una fina capa de aire que penetra en la interfaz sólido-líquido.  Estas bolas del agua fueron considerados por los alquimistas la forma más pura de agua.  Ellos utilizaban esta agua en su búsqueda para convertir metales en oro.  De ahí el nombre "Alchemilla".

## Propiedades
- Esta planta se ha usado durante siglos como remedio herbario.
- Por sus componentes de tanino, tiene propiedades astringentes.
- También utilizada en tratamientos ginecológicos para suprimir la menstruación y la irritación vaginal.

## Taxonomía
Alchemilla mollis fue descrita por (Buser) Rothm. y publicado en Repertorium Specierum Novarum Regni Vegetabilis 33(18–25): 347. 1934.
Etimología
Alchemilla: nombre genérico que toma el nombre de alguna planta valorada por su uso en la alquimia.
mollis: epíteto latíno que significa "suave, blando".
Sinonimia
- Alchemilla acutiloba subsp. catillaris Buser
- Alchemilla acutiloba subsp. mollis (Buser) Buser
- Alchemilla acutiloba var. mollis Buser[4]